# Cortinarius diasemospermus

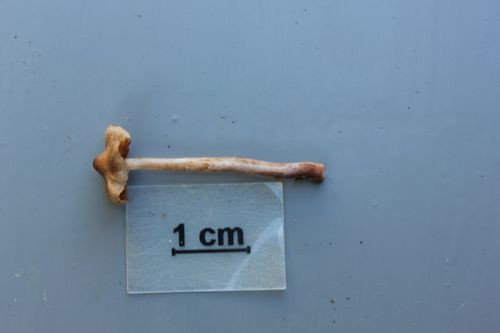

Cortinarius diasemospermus Lamoure – gatunek grzybów należący do rodziny zasłonakowatych (Cortinariaceae).

## Systematyka i nazewnictwo
Pozycja w klasyfikacji według Index Fungorum: Cortinarius, Cortinariaceae, Agaricales, Agaricomycetidae, Agaricomycetes, Agaricomycotina, Basidiomycota, Fungi.
Po raz pierwszy opisał go w 1978 r. Denise Lamoure.

## Morfologia
Kapelusz wypukły, higrofaniczny. Powierzchnia włókienkowata, w stanie wilgotnym o barwie od ciemnobrązowej do kasztanowej, po wyschnięciu żółtobrązowa. Blaszki szarobrązowe z fioletowym odcieniem. Trzon żółtobrązowy do lekko fioletowego u góry, pokryty białawymi włókienkami, z zanikającą strefą pierścieniową. Miąższ brązowy, ciemniejszy w kapeluszu i dole trzonu. Zapach gumy, smak łagodny.
Zarodniki 8,2–10,2(–10,5) x 4–4,8 um, Q = 1,8–2,3, w przybliżeniu elipsoidalne lub nieco łezkowate, pokryte niskimi brodawkami. Osłona utworzona przez strzępki o szerokości 7–12 µm, szkliste, septowane, z komórkami końcowymi cylindrycznymi lub nieco maczugowatymi o średnicy 9–17 um. Skórka typu cutis, zbudowana ze strzępek o szerokości 4–16 um, z końcami zawierającymi w ścianie ciemnobrązowy pigment. W subhymenium strzępki ze sprzążkami o brązowo inkrustowanych ścianach i z brązową zawartością. Podstawki 15–28 × 7–9 um, 4-zarodnikowe, szkliste lub brązowe. Cystyd brak.

## Występowanie i siedlisko
Występuje w Ameryce Północnej, Europie i Azji. Brak go w opracowanym w 2003 r. przez Władysława Wojewodę wykazie wielkoowocnikowych grzybów podstawkowych Polski, ale jego stanowiska podano w późniejszych latach, po raz pierwszy w 2013r. Aktualne stanowiska podaje także internetowy atlas grzybów. Znajduje się w nim na liście gatunków zagrożonych i wartych objęcia ochroną.
Naziemny grzyb mykoryzowy, współżyjący z drzewami iglastymi, m.in. z jodłą pospolitą.